# James Mattis (général)
Pour le coureur cycliste homonyme, voir James Mattis (cyclisme).
James Norman Mattis, dit Jim Mattis, né le 8 septembre 1950 à Pullman (État de Washington), est un général américain issu du Corps des Marines, en service actif entre 1969 et 2013. Il sert notamment lors de la guerre du Golfe, de la guerre d’Afghanistan et de la guerre d'Irak où il commande la 1re division des Marines et la I Marine Expeditionary Force. Il occupe également plusieurs grands commandements au sein des Forces armées des États-Unis (United States Joint Forces Command entre 2007 et 2010 et United States Central Command, responsable des opérations militaires américaines au Moyen-Orient, Afrique du Nord et Asie centrale, de 2010 à 2013) et de l'OTAN (commandement allié Transformation, de 2007 à 2009).
Il est secrétaire à la Défense des États-Unis et membre du cabinet de 2017 à 2019, durant la présidence de Donald Trump.

## Biographie

### Carrière militaire

#### Études et début de carrière
James Mattis naît le 8 septembre 1950 à Pullman dans l'État de Washington. Il sort diplômé de la Columbia High School (en) de Richland en 1968 et s'engage l'année suivante à 19 ans dans l'United States Marine Corps. Plus tard , il obtient un BA en histoire à la Central Washington University et il est nommé au grade de second lieutenant dans le ROTC le 1er janvier 1972.
Mattis est également diplômé de l'US Marine Corps Amphibious Warfare School, de l'US Marine Corps Command and Staff College, et du National War College. Considéré comme un intellectuel dans les rangs de l'armée, Mattis est connu pour son intérêt de l'histoire militaire et de l'histoire globale,. Il dispose d'une bibliothèque personnelle de plus de 7 000 volumes, et impose des listes de lecture aux Marines sous son commandement,. Il a également toujours avec lui un exemplaire des Pensées pour moi-même de Marc Aurèle lors de ses déploiements. Mattis est aussi un admirateur de Barbara W. Tuchman et de son livre The Guns of August (Les Canons du mois d’août), qui décrit le déclenchement de la Première guerre mondiale à la suite d'un enchaînement d’événements non maîtrisés. 
Le major-général Robert H. Scales (en), l'a décrit comme « [...] l' un des hommes les plus courtois et polis que je connais. ». Mattis est célibataire ; il ne s'est jamais marié et n'a pas d'enfants. Il est surnommé « Le Moine Guerrier » à cause de sa vie de garçon et de son dévouement à l'étude de la guerre. Il est connu pour la rigueur intellectuelle qu'il instille à ses Marines, et il exige de ces derniers qu'ils se familiarisent avec la culture et l'histoire des régions du monde où ils sont déployés. Avant de se déployer en Irak, Mattis a notamment organisé une formation de sensibilisation culturelle pour ses Marines. Surnommé également le « chien fou », il est connu pour certains de ses commentaires polémiques notamment quand il affirme en 2005 trouver « sympa de tirer sur des gens [qui battent leurs femmes] »,.
En tant que lieutenant, Mattis sert comme commandant de peloton dans la 3e division des Marines, puis en tant que capitaine, il est affecté à la Naval Academy Preparatory School. Il est ensuite nommé major et sert dans le Marine Corps Recruiting Command à Portland. Après avoir été promu au grade de lieutenant-colonel, Mattis commande le 1er bataillon (en), 7e régiment de Marines, une des bataillons d'assaut de la Task Force Ripper pendant la guerre du Golfe.

#### Guerre d’Afghanistan
En tant que colonel, Mattis commande le 7e régiment de Marines. Il dirige la 1re brigade expéditionnaire des Marines avant sa promotion comme brigadier général. Au cours de la planification initiale de la guerre en Afghanistan, Mattis dirige la Force opérationnelle 58 dans les opérations au sud du pays, devenant ainsi le premier officier du corps des Marines à avoir jamais commandé une force opérationnelle navale au combat. Lors de son service en Afghanistan, son commandement et sa présence sur le terrain sont reconnus et appréciés par ses hommes.

#### Guerre d'Irak
En tant que major-général, Mattis commande la 1re division des Marines au cours de l'opération Liberté irakienne en 2003 et les opérations de stabilisation ultérieures au cours de la Guerre d'Irak.
Mattis joue un rôle clé dans les opérations de combat à Falloujah, y compris la négociation avec les insurgés pendant la Première bataille de Falloujah en avril 2004, ainsi que dans la participation à la planification de la deuxième bataille de Falloujah en novembre. En mai 2004, Mattis ordonne le bombardement d'une maison près de la frontière syrienne suspectée d'abriter l'ennemi. Cette action est connue comme le massacre du mariage de Mukaradeeb (en), et entraîne la mort de 42 civils, hommes, femmes et enfants qui assistaient à une célébration de mariage. Mattis déclare qu'il lui a fallu 30 secondes pour prendre la décision de bombarder l'endroit. Il déclare également dans un discours à ses soldats en 2003 : « Il y a des trous du cul dans ce monde qu'il faut juste tuer ».
Après une enquête du département de la Défense qui met en exergue des mauvais traitements envers les civils par des soldats américains, Mattis déclare aux Marines américains en mai 2007 : « Chaque fois que vous montrez de la colère ou du dégoût envers les civils, c'est une victoire pour Al-Qaïda et les autres insurgés » et les exhorte à faire preuve de respect envers les civils et de retenue dans l'utilisation de la force. Mattis popularise également la devise de la 1re division des Marines « no better friend, no worse enemy », une paraphrase de la célèbre épitaphe du dictateur romain Sylla, dans sa lettre ouverte à tous les hommes de sa division pour leur retour d'Irak. Cette phrase est largement reprise au cours de l'enquête sur la conduite du lieutenant Ilario Pantano (en), un commandant de peloton servant sous le commandement de Mattis et accusé du meurtre de deux prisonniers irakiens,,,,,,.
Durant son commandement en Irak, Mattis n'a pas hésité à relever de leur fonction des officiers à une période où l'armée américaine semble incapable ou peu disposée à remplacer les officiers peu performants ou incompétents. Notamment lors de la poussée sur Bagdad, Mattis relève le commandant du 1er régiment des Marines, le colonel Joe D. Dowdy ; un événement rare dans l'armée moderne qui fait la première page des journaux. Mattis a refusé de commenter publiquement la question autrement qu'en précisant que cette pratique demeure vivante, ou du moins « nous le faisons dans les Marines ». Des interviews ultérieures des officiers et des hommes de Dowdy révèlent que le colonel a été condamné en partie car il donnait priorité à ses hommes quitte à prendre le risque de ralentir l'opération alors que Mattis insistait pour que la mission — la prise de Bagdad — soit exécutée rapidement.

#### Commandements majeurs
Après être promu lieutenant-général, Mattis prend le commandement du Marine Corps Combat Development Command (en). Le 1er février 2005, parlant ad libitum lors d'un forum à San Diego, il dit : « En Afghanistan, vous avez des gars qui tapent les femmes pendant cinq ans parce qu'elles ne portent pas de voile. Vous savez, des gars comme ça, n'ont aucune virilité. C'est donc très amusant de les tuer. En fait, c'est un grand plaisir de se battre. Vous savez, c'est vraiment drôle. C'est amusant de tirer sur certaines personnes. Je vais être franc avec vous, j'aime me bagarrer. ». Les remarques de Mattis suscitent des controverses ; le général Michael Hagee (en), commandant du corps des Marines, publie une déclaration suggérant que Mattis aurait dû choisir ses mots plus attentivement, mais qu'il ne serait pas sanctionné.
Avec David Petraeus, il a co-écrit le Manuel de contre-insurrection, devenu un ouvrage incontournable des interventions militaires américaines à partir de 2006.
Le Pentagone annonce le 31 mai 2006 que le lieutenant-général Mattis est choisi pour prendre le commandement de la I Marine Expeditionary Force (MEF), basée au camp de Pendleton. Le 11 septembre 2007, le secrétaire à la Défense, Robert Gates, annonce que le président George W. Bush va proposer la promotion de Mattis au grade de général afin de lui attribuer le commandement de la United States Joint Forces Command (JFCOM) à Norfolk, en Virginie. L'OTAN accepte de nommer Mattis comme commandant suprême du Commandement allié Transformation (SACT). Le 28 septembre 2007, le Sénat des États-Unis confirme la nomination de Mattis et ce dernier laisse le commandement de la MEF le 5 novembre 2007 au lieutenant-général Samuel Helland. Mattis est officiellement promu général quatre étoiles et prend le contrôle du JFCOM/SACT le 9 novembre 2007. Il laisse le poste de SACT au général français Stéphane Abrial le 9 septembre 2009, mais conserve le commandement du JFCOM.

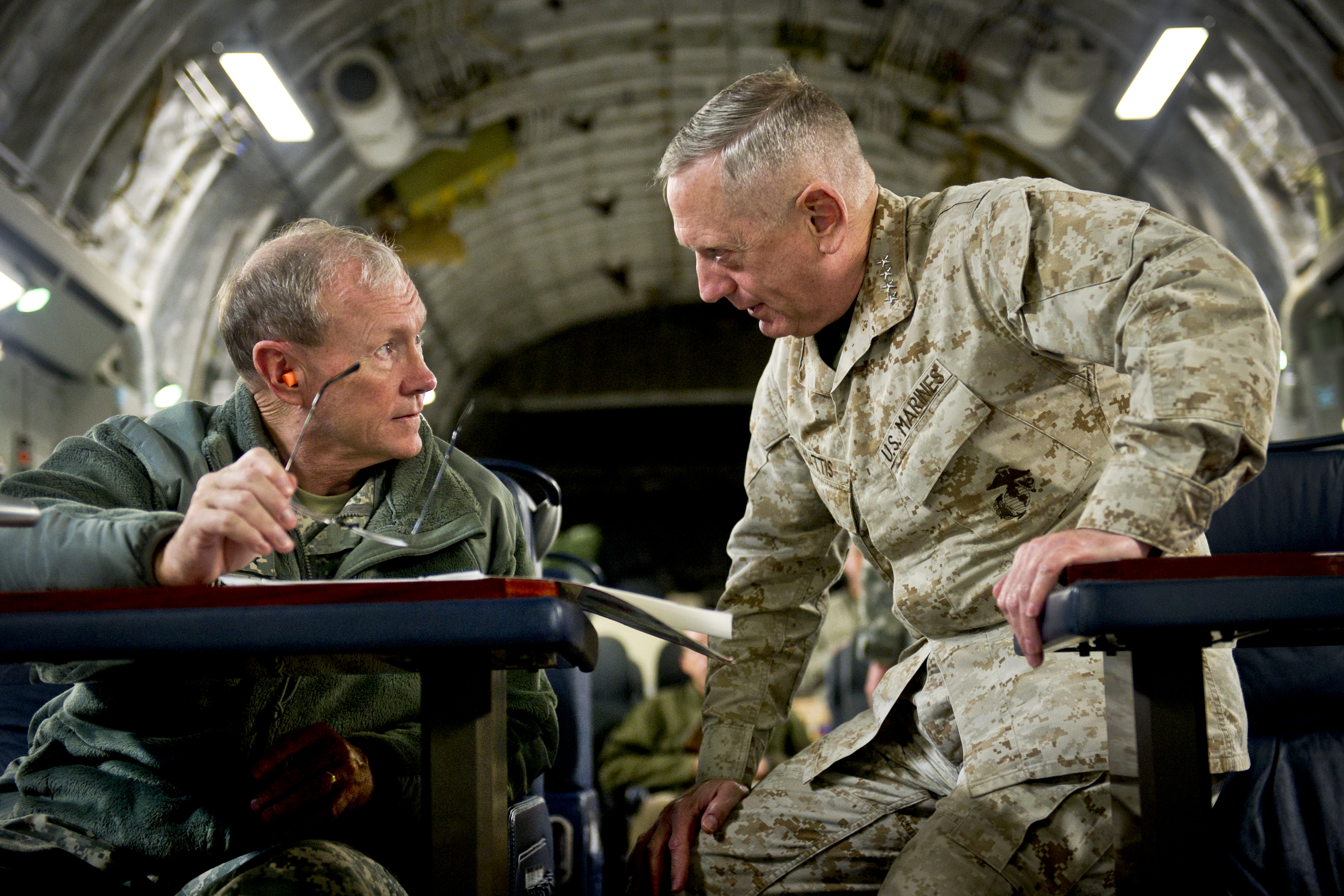
Mattis avec le général Martin Dempsey, en 2011.

Au début de 2010, Mattis est sur la liste des généraux des Marines pressentis pour remplacer James T. Conway (en) en tant que commandant du corps des Marines des États-Unis,. En juillet, il est recommandé par le secrétaire à la Défense, Robert Gates, pour remplacer David Petraeus à la tête du United States Central Command (CENTCOM), avant d'être formellement nommé par le président Barack Obama le 21 juillet. Sa confirmation par le Comité des forces armées du Sénat des États-Unis marque la première fois qu'un Marine occupe le poste de commandant d'un Unified Combatant Command. La cérémonie de prise de commandement se déroule à la base aérienne de MacDill le 11 août,,. En tant que chef du CENTCOM, Mattis supervise les guerres en Irak et en Afghanistan et il est responsable d'une région qui comprend également la Syrie, l'Iran et le Yémen. L'administration Obama ne se montre pas particulièrement confiante envers Mattis, car il est perçu comme favorable à un affrontement militaire avec l'Iran. Il prend sa retraite du Corps des Marines le 22 mai 2013.

### Carrière civile
Depuis sa retraite de l'armée, Mattis travaille pour FWA Consultants et fait également partie du conseil d'administration de General Dynamics. Depuis août 2013, il est membre et professeur invité à la Hoover Institution,. Mattis est également membre depuis 2013 du conseil d'administration de la société de biotechnologie de la Silicon Valley, Theranos dont les pratiques ont été critiquées, et qui se retrouve sous le coup d'une enquête fédérale, avant que ses dirigeants ne soient lourdement condamnés, et la société dissoute, en 2018.
En décembre 2015, Mattis rejoint le conseil consultatif de Spirit of America (en), une organisation à but non lucratif qui fournit une assistance aux Américains servant en Afghanistan, en Irak et en Afrique et qui vient en aide aux habitants de ces régions.
Il est le co-auteur du livre Warriors & Citizens : American Views of Our Military avec Kori Schake, publié en août 2016.

### Carrière politique
En décembre 2016, Donald Trump annonce son intention de le nommer secrétaire à la défense de sa future administration. Comme il a quitté l'armée depuis moins de sept ans, il doit toutefois obtenir une autorisation particulière du Congrès avant de pouvoir entrer en fonction,. Il est confirmé le 20 janvier 2017 par le Sénat par 98 voix pour et une voix contre.
Le 27 septembre 2017, il se rend à Kaboul pour rencontrer le secrétaire général de l'OTAN Jens Stoltenberg et le président afghan Ashraf Ghani afin d'annoncer l'envoi de 3 000 militaires supplémentaires en Afghanistan. Et ceci dans le but de renforcer les 13 000 hommes des troupes de l'OTAN et les 11 000 hommes des troupes de l'opération Inherent Resolve déjà présents. Lors de la visite, il sort indemne d'une tentative d'assassinat revendiquée à la fois par les talibans et par Daech.
Le 19 décembre 2018, le président américain Donald Trump annonce le retrait militaire de Syrie, considérant que l'État islamique est vaincu. Le lendemain, James Mattis démissionne, soutenant des points de vue différents sur la situation et le contexte,. Il atteste que la protection des intérêts de la nation n'est pas possible sans entretenir des alliances fortes et un respect envers ses alliés,. Sa démission devait être effective le 28 février 2019 mais Patrick M. Shanahan le remplace par intérim dès le 1er janvier.
Il se montre par la suite ouvertement critique des décisions prises par le locataire de la Maison-Blanche. Commentant sa gestion des manifestations de mai et juin 2020, il déclare : « De mon vivant, Donald Trump est le premier président qui n’essaie pas de rassembler les Américains, qui ne fait même pas semblant d’essayer. Au lieu de cela, il tente de nous diviser. (...) Nous payons les conséquences de trois années sans adultes aux commandes. » Donald Trump réagit en le qualifiant de « général le plus surestimé du monde » et de « chien fou ».

## Vues politiques

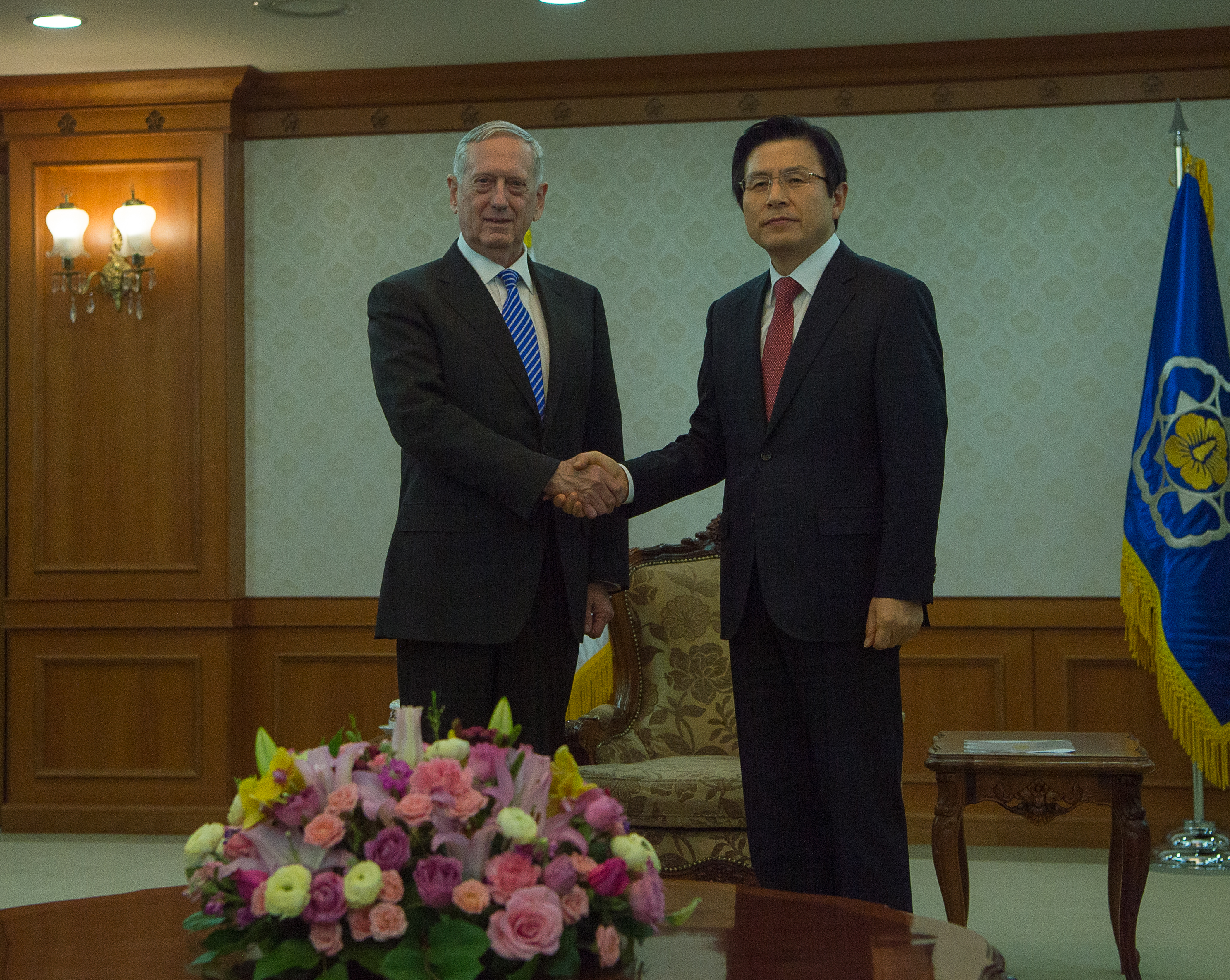
Le secrétaire de la défense James Mattis rencontre le Président de la République de Corée, le Premier Ministre Hwang Kyo-ahn, pendant une visite à Séoul, Corée du Sud, 2 février 2017.

Mattis pense que l'Iran est la principale menace pour la stabilité du Moyen-Orient, devant Al-Qaïda et l'État islamique. Il avance ainsi : « Je considère l'État islamique comme rien de plus qu'une excuse pour l'Iran pour continuer son méfait. L'Iran n'est pas un ennemi de l'État islamique, ils ont beaucoup à gagner à la tourmente dans la région que l'État islamique crée. Pour ce qui est de l'accord nucléaire avec l'Iran, bien qu'il considère qu'il s'agit d'un accord médiocre, il croit qu'il n'existe actuellement aucun moyen de le déchirer en disant: « Nous allons simplement reconnaître que nous avons un accord imparfait sur le contrôle des armements. Ce que nous avons accompli, c'est une pause nucléaire, et non un arrêt nucléaire ». Mattis soutient que les inspections nucléaires pourraient ne pas empêcher l'Iran de chercher à développer des armes nucléaires, mais que «si rien d'autre, au moins nous aurons de meilleures données de ciblage pour un futur combat ». Il critique le président Barack Obama d'une part, l'estimant naïf quant aux intentions iraniennes, et le Congrès d'autre part, qu'il accuse d'être « à peu près absent » sur les enjeux de cet accord nucléaire. D'après les spéculations de la presse, ce seraient les vues de Mattis sur l'Iran qui auraient constitué le motif de son renvoi par le président Obama.
Par ailleurs, Mattis loue l'amitié des alliés américains régionaux tels que la Jordanie et les Émirats arabes unis. En 2012, Mattis a plaidé pour fournir des armes aux rebelles syriens, comme un moyen de lutter contre les forces alliées à l'Iran en Syrie.
Lors d'une conférence parrainée par The Heritage Foundation à Washington en 2015, Mattis a déclaré qu'il croyait que l'intention du président russe Vladimir Poutine était de « briser l'OTAN ». Mattis s'est aussi exprimé contre ce qu'il décrit comme étant les politiques expansionnistes ou belliqueuses de la Russie en Syrie, en Ukraine et dans les pays baltes. Mattis pense également que les déclarations conciliatrices de Donald Trump envers la Russie sont mal informées.
Comme Michael T. Flynn, Mattis considère qu'au Moyen-Orient la menace principale contre la sécurité des États-Unis émanerait de l'Iran, ce qui inquiète l'éditorialiste Mehdi Hasan qui considère que l'attitude imprudente de Mattis vis-à-vis de l'Iran pourrait déboucher, même involontairement, sur un conflit armé.
Dans ses mémoires, il critique les décisions politiques américaines prises lors des conflits irakiens, afghans et syriens. Il conclut : « Nous avons mené des guerres que nous aurions dû éviter, et nous nous sommes à demi engagés dans les guerres que nous devions gagner ».

## Récompenses et décorations

### Militaires
Les décorations, les récompenses et les insignes de James Mattis incluent :
| Bronze oak leaf cluster · ribbon · ribbon |                                         |                           |                           |  |  |  |  |
| ribbon                                    | V                                       | Gold star · Gold star     | ribbon                    |  |  |  |  |
| ribbon                                    | ribbon                                  |                           | ribbon                    |  |  |  |  |
| ribbon                                    | ribbon                                  | Bronze star · Bronze star | Bronze star · Bronze star |  |  |  |  |
| Bronze star                               | Bronze star                             | Bronze star               | ribbon                    |  |  |  |  |
| ribbon                                    | Bronze star · Silver star · Bronze star | Bronze star               | ribbon                    |  |  |  |  |
|                                           |                                         | ribbon                    | ribbon                    |  |  |  |  |
|                                           |                                         |                           |                           |  |  |  |  |

| 1re rangée                     | Defense Distinguished Service Medal avec une feuille de chêne | Defense Distinguished Service Medal avec une feuille de chêne | Defense Distinguished Service Medal avec une feuille de chêne | Defense Distinguished Service Medal avec une feuille de chêne            | Navy Distinguished Service Medal                                         | Navy Distinguished Service Medal                                         | Navy Distinguished Service Medal                                       | Navy Distinguished Service Medal                                       | Defense Superior Service Medal                                         | Defense Superior Service Medal                            | Defense Superior Service Medal                            | Defense Superior Service Medal                            |
| 2e rangée                      | Legion of Merit                                               | Legion of Merit                                               | Legion of Merit                                               | Bronze Star avec "V" Device                                              | Bronze Star avec "V" Device                                              | Bronze Star avec "V" Device                                              | Meritorious Service Medal avec deux 5⁄16" Gold Stars                   | Meritorious Service Medal avec deux 5⁄16" Gold Stars                   | Meritorious Service Medal avec deux 5⁄16" Gold Stars                   | Navy and Marine Corps Achievement Medal                   | Navy and Marine Corps Achievement Medal                   | Navy and Marine Corps Achievement Medal                   |
| 3e rangée                      | Combat Action Ribbon                                          | Combat Action Ribbon                                          | Combat Action Ribbon                                          | Navy and Marine Corps Presidential Unit Citation                         | Navy and Marine Corps Presidential Unit Citation                         | Navy and Marine Corps Presidential Unit Citation                         | Joint Meritorious Unit Award                                           | Joint Meritorious Unit Award                                           | Joint Meritorious Unit Award                                           | Navy Unit Commendation                                    | Navy Unit Commendation                                    | Navy Unit Commendation                                    |
| 4e rangée                      | Meritorious Unit Commendation (Navy et Marine Corps)          | Meritorious Unit Commendation (Navy et Marine Corps)          | Meritorious Unit Commendation (Navy et Marine Corps)          | Marine Corps Expeditionary Medal                                         | Marine Corps Expeditionary Medal                                         | Marine Corps Expeditionary Medal                                         | National Defense Service Medal avec deux 3⁄16" bronze stars            | National Defense Service Medal avec deux 3⁄16" bronze stars            | National Defense Service Medal avec deux 3⁄16" bronze stars            | Southwest Asia Service Medal avec deux 3⁄16" bronze stars | Southwest Asia Service Medal avec deux 3⁄16" bronze stars | Southwest Asia Service Medal avec deux 3⁄16" bronze stars |
| 5e rangée                      | Afghanistan Campaign Medal avec une 3⁄16" bronze star         | Afghanistan Campaign Medal avec une 3⁄16" bronze star         | Afghanistan Campaign Medal avec une 3⁄16" bronze star         | Iraq Campaign Medal avec une 3⁄16" bronze star                           | Iraq Campaign Medal avec une 3⁄16" bronze star                           | Iraq Campaign Medal avec une 3⁄16" bronze star                           | Global War on Terrorism Expeditionary Medal avec 1 3⁄16" bronze star   | Global War on Terrorism Expeditionary Medal avec 1 3⁄16" bronze star   | Global War on Terrorism Expeditionary Medal avec 1 3⁄16" bronze star   | Global War on Terrorism Service Medal                     | Global War on Terrorism Service Medal                     | Global War on Terrorism Service Medal                     |
| 6e rangée                      | Humanitarian Service Medal                                    | Humanitarian Service Medal                                    | Humanitarian Service Medal                                    | Sea Service Ribbon avec une 3⁄16" silver star et deux 3⁄16" bronze stars | Sea Service Ribbon avec une 3⁄16" silver star et deux 3⁄16" bronze stars | Sea Service Ribbon avec une 3⁄16" silver star et deux 3⁄16" bronze stars | Marine Corps Recruiting Service Ribbon (en) avec une 3⁄16" bronze star | Marine Corps Recruiting Service Ribbon (en) avec une 3⁄16" bronze star | Marine Corps Recruiting Service Ribbon (en) avec une 3⁄16" bronze star | Médaille de l'armée polonaise en or                       | Médaille de l'armée polonaise en or                       | Médaille de l'armée polonaise en or                       |
| 7e rangée                      | Médaille du service méritoire de l'OTAN                       | Médaille du service méritoire de l'OTAN                       | Médaille du service méritoire de l'OTAN                       | Médaille de l'OTAN pour son service avec l'ISAF                          | Médaille de l'OTAN pour son service avec l'ISAF                          | Médaille de l'OTAN pour son service avec l'ISAF                          | Kuwait Liberation Medal (Saudi Arabia) (en)                            | Kuwait Liberation Medal (Saudi Arabia) (en)                            | Kuwait Liberation Medal (Saudi Arabia) (en)                            | Kuwait Liberation Medal (Kuwait) (en)                     | Kuwait Liberation Medal (Kuwait) (en)                     | Kuwait Liberation Medal (Kuwait) (en)                     |
| Rifle Expert Badge (4th award) | Rifle Expert Badge (4th award)                                | Rifle Expert Badge (4th award)                                | Rifle Expert Badge (4th award)                                | Rifle Expert Badge (4th award)                                           | Rifle Expert Badge (4th award)                                           | Pistol Expert Badge (2d award)                                           | Pistol Expert Badge (2d award)                                         | Pistol Expert Badge (2d award)                                         | Pistol Expert Badge (2d award)                                         | Pistol Expert Badge (2d award)                            | Pistol Expert Badge (2d award)                            |                                                           |

### Civils
Les prix civils de James Mattis incluent :
- 2009 : Edmund S. Muskie Distinguished Public Service Award du Center for National Policy (en)[3] ;
- 2010 : Distinguished Military Leadership Award de l'Atlantic Council[3] ;
- 2013 : World Affairs Council of Greater Hampton Roads « Ryan Crocker Global Citizen of the Year » Award[41] ;
- 2014 : Marine Corps University Foundation Semper Fidelis Award[41] ;
- 2014 : Doctor of Laws honoraire au Washington College[70].